# طارق حداد
طارق حداد هو مغني أردني يقيم في كندا. بدأ مشواره الفني بإطلاق أغانٍ تناولت موضوعات الغربة والحنين للوطن، ولاقت أعماله قبولًا لافتًا خاصة بين الجاليات العربية في المهجر. اشتهر بإصدار عدد من الأغاني المصورة باللهجات العربية المختلفة، أبرزها إذن المدام وبعرسك يا بنتي وقلة أدب. فاز بجائزة «أكثر أغنية جدلية» في مهرجان أفضل الدولي ببيروت سنة 2024.

## النشأة والبدايات
وُلد طارق حداد في الأردن، ونشأ في بيئة عربية تقليدية. بدأ يظهر اهتمامه بالموسيقى منذ الطفولة. بعد انتقاله إلى كندا، شارك في العديد من الفعاليات الخاصة بالجاليات العربية، مؤديًا أغانٍ من التراث العربي والطرب الكلاسيكي، قبل أن يقرر خوض تجربة التأليف والغناء بشكل احترافي.
عام 2021 أطلق أغنية الغربة التي تناولت موضوع الشوق إلى الوطن، فكانت بمثابة بطاقة تعريفه للجمهور.

## المشوار الفني

### 2021–2022: البدايات الاحترافية
أطلق طارق عددًا من الأغاني المنفردة خلال 2021 مثل أحلف، روح والغربة. ثم واصل في 2022 بطرح أغاني مثل ما حبت غيري وحب من طرف واحد.

### 2023: انطلاقة نحو النجومية
في 2023، أصدر أغنيته الشهيرة إذن المدام باللهجة الأردنية التي لاقت تفاعلًا كبيرًا على يوتيوب ومنصات التواصل الاجتماعي. كما أطلق عيدك غير الخاصة بعيد الأم.

### 2024: ترسيخ الانتشار الإعلامي
سافر إلى لبنان لتصوير أغنية شراب، وطرح أغنية قلة أدب التي أثارت الجدل بسبب جرأتها الاجتماعية. شارك في مهرجانات ثقافية في كندا والأردن.

### 2025: رسائل شخصية وأعمال تحفيزية
أصدر أغنية بعرسك يا بنتي كرسالة مؤثرة لابنته يوم زفافها، والحياة قصيرة كأغنية تحفيزية للتمسك بالأمل.

## الأسلوب الفني
يعتمد طارق حداد على المزج بين الطرب العربي والأنماط الحديثة. يغني بعدة لهجات عربية، ويتميز بخيارات مواضيع اجتماعية وشخصية تلامس وجدان الجمهور. أسلوبه الإنتاجي مستقل مع حرص على جودة النص والصورة.

## الجوائز والتكريم
- 2024: جائزة «أكثر أغنية جدلية» عن أغنية إذن المدام، مهرجان أفضل الدولي – بيروت.[6]

## الظهور الإعلامي
- 2021 – لقاء إذاعي عبر مونت كارلو الدولية.[7]
- 2024 – لقاء مع تمام بليق على قناة الجديد.[8]

## ديسكوغرافيا

### أبرز الأعمال
| السنة | العنوان       | الملاحظات                 |
| ----- | ------------- | ------------------------- |
| 2025  | بعرسك يا بنتي | أغنية عاطفية مهداة لابنته |
| 2025  | الحياة قصيرة  | أغنية تحفيزية عن التفاؤل  |
| 2024  | قلة أدب       | نقد اجتماعي بجرأة         |
| 2024  | شراب          | أغنية شبابية مصورة        |
| 2023  | إذن المدام    | أغنية اجتماعية كوميدية    |
| 2023  | عيدك غير      | إصدار خاص بعيد الأم       |

### جميع الأعمال المنفردة
| السنة | العنوان        |
| ----- | -------------- |
| 2025  | بعرسك يا بنتي  |
| 2025  | الحياة قصيرة   |
| 2024  | قلة أدب        |
| 2024  | شراب           |
| 2024  | لكتب ع جبيني   |
| 2024  | مبروكه لعماده  |
| 2023  | قدية حلو       |
| 2023  | إذن المدام     |
| 2023  | أول قربانة     |
| 2023  | حلا بحلا       |
| 2023  | عيدك غير       |
| 2022  | ما حبت غيري    |
| 2022  | حب من طرف واحد |
| 2022  | عشّاقة          |
| 2022  | أيش رايك       |
| 2021  | الغربة         |
| 2021  | أحلف           |
| 2021  | روح            |
| 2021  | مية عيونك      |

## مهرجانات ومشاركات
شارك طارق حداد في العديد من الفعاليات والمهرجانات العربية والدولية، حيث قدّم عروضًا غنائية للجاليات العربية في المهجر، وشارك في:
- Taste of the Middle East Festival – أونتاريو، كندا (2024).[9]
- فعاليات الجالية العربية في مونتريال - كندا.
- مهرجان الثقافة العربية في كالجاري - كندا.
- مهرجان دعم التراث العربي في فانكوفر.
- مهرجان عمان الفني في الأردن (2023).
- مهرجان الإسكندرية الدولي للموسيقى العربية في مصر (2023).

قدّم خلال مشاركاته مزيجًا من الأغاني الطربية والوطنية والاجتماعية التي عبّرت عن قضايا الاغتراب والوطن والانتماء.

## دعم القضايا الوطنية
في أواخر عام 2023، شارك طارق حداد في أوبريت فني بعنوان يا روح الروح، الذي أقيم في العاصمة الأردنية عمان دعمًا لفلسطين، بمشاركة عدد من الفنانين العرب. قدّم حداد مقطعًا غنائيًا خاصًا عبّر فيه عن التضامن مع الشعب الفلسطيني، وتم تكريمه خلال الحفل من قبل اللجنة المنظمة تقديرًا لمشاركته الوطنية.
قدم خلال مشاركاته مزيجًا من الأغاني الطربية والوطنية والاجتماعية التي عبّرت عن قضايا الاغتراب والوطن والانتماء.

## وصلات خارجية
- الموقع الرسمي
- قناة طارق حداد على يوتيوب
- حساب طارق حداد على إنستغرام